# Prao

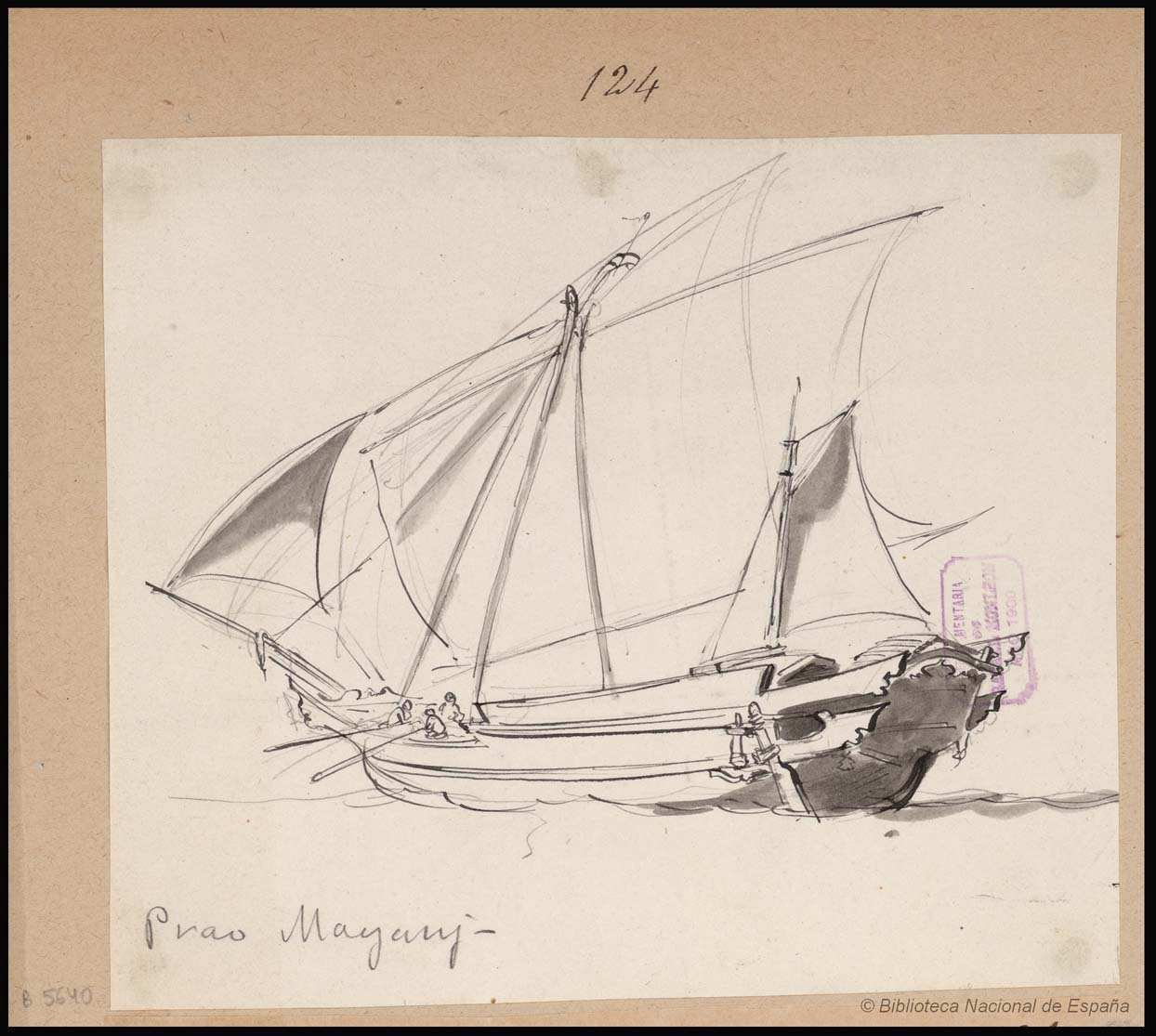
prao malayo

El prao o prahu es un barco tradicional malayo largo, estrecho y de poco calado.

## Descripción e historia
Su nombre deriva de parau, perahu, perau o padahu, que designan a un barco de vela en idioma canarés (posiblemente bajo influencia del término español o portugués proa).
Aunque se suele aplicar el término de manera genérica también a las embarcaciones grandes (entre 18 a 30 metros de eslora) de Malasia y Micronesia, diversos autores sostienen que corresponde a las embarcaciones más pequeñas, generalmente provistas de batangas.
Sus proas y popas eran prácticamente simétricas, muy agudas y de largo bauprés. Sus aparejos variaban y prácticamente carecían de jarcia. Las velas eran de algodón o de esterilla fina. Para ayudar a propulsar el navío portaba dos remos. El casco era de teca, sin armazón y sostenido por baos. Aparte de madera, se utilizaban cañas, esterillas y hojas de palma. 
Aunque se considera una embarcación de origen chino, denota la influencia de las diversas culturas marítimas que actuaron en el archipiélago: holandeses, portugueses y españoles, árabe y egipcia. 
Este tipo de embarcación fue muy usado en la zona para la piratería y así fue conocido y 
temido en occidente. Estas eran muy veloces y adaptadas para operar en aguas de poco calado. 
En su versión habitual de dos mástiles tenía unos 17 metros de eslora y unos 5 de manga y 
portaban dos cañones giratorios o carronadas en proa y popa. 
Sin embargo, el prao era utilizado básicamente para el comercio, aquí sí en toda su variedad de tamaños y aparejos. Su escaso calado le permitía acceder a los ríos y estuarios de la región que son a menudo poco profundas debido a la sedimentación. Asimismo, la inexistencia de instalaciones portuarias hacía que los buques debieran ser cargados y descargados directamente en la playa donde las aldeas costeras acumulaban sus productos.
Hasta la década de 1970 el sector del transporte marítimo basado en praos a vela realizaba esta tarea. Desde entonces los buques a motor los fueron sustituyendo. El mayor de los buques ahora empleados, el pinisi praho, rara vez lleva la plataforma tradicional de dos mástiles.